# Longicoelotes karschi
Longicoelotes karschi är en spindelart som beskrevs av Wang 2002. Longicoelotes karschi ingår i släktet Longicoelotes och familjen mörkerspindlar. Inga underarter finns listade i Catalogue of Life.